# 高橋邦芳
高橋 邦芳（たかはし くによし、1959年〈昭和34年〉9月11日 - ）は、日本の政治家。新潟県村上市長（3期）。

## 来歴
新潟県村上市出身。1975年（昭和50年）3月、村上市立村上第一中学校卒業。1978年（昭和53年）3月、新潟県立村上高等学校卒業。1980年（昭和55年）4月、村上市・岩船郡町村伝染病院組合に採用される。1982年（昭和57年）4月、岩船地域広域事務組合に勤務。
2008年（平成20年）4月1日、旧制の村上市は荒川町・神林村・朝日村・山北町と合併し、新制「村上市」が誕生した。これに伴い岩船地域広域事務組合は解散。4月1日、村上市役所に入所、総務課長補佐、村上市議会事務局長。
2015年（平成27年）5月、同市役所を退職。5月31日、大滝平正市長が健康上の理由により辞職。
同年6月28日に行われた村上市長選挙に無所属で出馬。元村上市長の佐藤順、元市議の姫路敏、元山北町議の斎藤寿明ら3候補を破り初当選した（高橋：18,330票、佐藤：13,503票、姫路：4,649票、斎藤：729票）。投票率は69.88％だった。
※当日有権者数：53,657人 最終投票率：69.88%（前回比：-4.43pts）
| 候補者名 | 年齢 | 所属党派 | 新旧別 | 得票数   | 得票率 | 推薦・支持 |
| -------- | ---- | -------- | ------ | -------- | ------ | ---------- |
| 高橋邦芳 | 55   | 無所属   | 現     | 18,330票 | 48.9%  |            |
| 佐藤順   | 69   | 無所属   | 新     | 13,503票 | 36.0%  |            |
| 姫路敏   | 54   | 無所属   | 新     | 4,649票  | 12.4%  |            |
| 斎藤寿明 | 67   | 無所属   | 新     | 729票    | 1.9%   |            |

2019年（令和元年）6月2日に村上市長選挙が告示されたが、高橋のほかに立候補はなく、無投票で再選された。
2023年（令和5年）6月11日に行われた村上市長選挙で、鮭加工販売会社専務の吉川美貴と元山北町議の斎藤寿明を破り3選した。
※当日有権者数：48,319人 最終投票率：61.52%（前回比：-8.36pts）
| 候補者名 | 年齢 | 所属党派 | 新旧別 | 得票数   | 得票率 | 推薦・支持 |
| -------- | ---- | -------- | ------ | -------- | ------ | ---------- |
| 高橋邦芳 | 63   | 無所属   | 新     | 15,771票 | 53.4%  |            |
| 吉川美貴 | 56   | 無所属   | 新     | 13,244票 | 44.8%  |            |
| 斎藤寿明 | 75   | 無所属   | 新     | 540票    | 1.8%   |            |

## 人物
政治信条は、和して同ぜず（人と協調はするが、道理に外れたようなことや、主体性を失うようなことはしないということ）。趣味はゴルフ、音楽鑑賞。家族は妻、長男、長女、母がいる。住所は村上市泉町。

## 政策・主張
- 伝統と歴史が育む豊かな人間力の創造を目指す[8]。
- 個々の能力を伸ばす教育環境の実現をする[8]。
- 快適な学習環境を充実させる[8]。
- 市民の命を守る地域医療を実現する[8]。
- 災害に強いインフラ整備の推進を実現する[8]。
- 日本海沿岸東北自動車道の早期完成を目指す[8]。
- 農・林・水産業を成長産業へ転換する[8]。
- 商工業を活性化させる施策を実現する[8]。
- 村上ブランドを磨き上げる[8]。
- 交流人口を増大する[8]。
- インターネット上で特定の地域が同和地区である動画や写真などの情報が公開され、部落差別の助長・拡散につながる社会問題になっているとして、高橋は2022年3月17日、情報削除へ向け速やかに措置を講じるよう新潟地方法務局村上支局を訪れ、要請した[9]。高橋は「差別は決して許されない。地方行政が教育に努めるのと並行して公権力の側が法制度の中でコントロールしていくことが大事だ」と述べている[9]。